# Arteria cubital recurrente posterior
La arteria cubital recurrente posterior es una arteria en el antebrazo. Es una de las dos arterias recurrentes que surge de la arteria cubital, la otra es la arteria recurrente cubital anterior. La arteria recurrente cubital posterior es mucho más grande que la anterior y también se presenta algo más baja que esta. 
Pasa hacia atrás y hacia adentro en el flexor profundo de los dedos, detrás del músculo flexor superficial de los dedos y asciende detrás del epicóndilo medial del húmero . 
En el intervalo entre este proceso y el olécranon, se encuentra debajo del cubital flexor del carpo, y asciende entre las cabezas de ese músculo, en relación con el nervio cubital, suministra los músculos vecinos y la articulación del codo, y se anastoma con la arteria colateral cubital inferior y superior y las arterias recurrentes interóseas. 